# Cagiva C593
La Cagiva C593 è una moto agonistica della casa Cagiva, il cui nome è formato dall'unione di più lettere e numeri "C", "5" e "93", dove "C" sta per "Cagiva", "5" sta per "500" (come la classe del mondiale e la cilindrata), "93" sta per 1993 (anno in cui è stato portato in gara il modello), questa moto da competizione è infatti prodotta dalla casa di Varese che corse nel motomondiale del 1993 con alla guida John Kocinski con il numero 3 (ingaggiato a fine campionato), mentre Doug Chandler la guidò con il numero 5 e Mat Mladin con il numero 12.

## Descrizione
Questa moto aveva delle caratteristiche di tutto rispetto, come le varie espansioni in titanio (di spessore ridotto) e i silenziatori in carbonio (che permisero una riduzione del peso), inoltre come con il modello precedente questo modello adotta una distribuzione degli scoppi, chiamata Big Bang (introdotta dal modello precedente), ma viene aumentato nella potenza massima rispetto al vecchio modello (C592) anche se perde leggermente in linearità di progressione dove si presenta un'irregolarità all'apertura delle valvole CTS a comando elettronico, richiedendo un utilizzo a regimi più alti.
Con questa moto la Cagiva prova due soluzioni diverse per le prese dell'aria e il forcellone, una usata con "John Kocinski" è data dalla presa in posizione centrale sul cupolino e il forcellone in fibra di carbonio, mentre con "Doug Chandler" e "Mat Mladin" adotta la soluzione delle prese laterali sui lati della moto come la C592, mentre su questa versione di moto si adopera il forcellone in alluminio con capriata di rinforzo superiore del modello precedente

## Classifica finale
I piloti alla fine del campionato non si trovarono in posizioni di rilievo, rispettivamente Doug Chandler 10º e Matt Mladin 13º. John Kocinski corse le ultime 5 gare della stagione, ottenendo l'unica vittoria della Cagiva a Laguna Seca. Questo modello fu rimpiazzato nella stagione seguente dal modello C594 non molto diverso come carenatura, ma che risultò più prestante in tutti gli aspetti.

## Caratteristiche tecniche
| Caratteristiche tecniche - Cagiva C593                           | Caratteristiche tecniche - Cagiva C593 | Caratteristiche tecniche - Cagiva C593 | Caratteristiche tecniche - Cagiva C593 | Caratteristiche tecniche - Cagiva C593 | Caratteristiche tecniche - Cagiva C593 |
| Dimensioni e pesi                                                | Dimensioni e pesi | Dimensioni e pesi | Dimensioni e pesi | Dimensioni e pesi | Dimensioni e pesi |
| ---------------------------------------------------------------- | --- | --- | --- | --- | --- |
| Interasse: 1390 mm                                               | Interasse: 1390 mm | Massa a vuoto: 130 kg | Massa a vuoto: 130 kg | Serbatoio: 21 litri | Serbatoio: 21 litri |
| Meccanica                                                        | | | | | |
| Tipo motore: Quadricilindrico a 2 tempi a V di 80°               | Tipo motore: Quadricilindrico a 2 tempi a V di 80° | Tipo motore: Quadricilindrico a 2 tempi a V di 80° | Tipo motore: Quadricilindrico a 2 tempi a V di 80° | Raffreddamento: a liquido | Raffreddamento: a liquido |
| Cilindrata                                                       | 498,51 cm³ (Alesaggio 56,0 × Corsa 50,6 mm) | 498,51 cm³ (Alesaggio 56,0 × Corsa 50,6 mm) | 498,51 cm³ (Alesaggio 56,0 × Corsa 50,6 mm) | 498,51 cm³ (Alesaggio 56,0 × Corsa 50,6 mm) | 498,51 cm³ (Alesaggio 56,0 × Corsa 50,6 mm) |
| Distribuzione: lamellare                                         | Distribuzione: lamellare | Distribuzione: lamellare | Alimentazione: quattro Carburatori Mikuni TW 37 a valvola piatta con power jet elettronico                                                                           | Alimentazione: quattro Carburatori Mikuni TW 37 a valvola piatta con power jet elettronico                                                                           | Alimentazione: quattro Carburatori Mikuni TW 37 a valvola piatta con power jet elettronico                                                                           |
| Potenza: (alla ruota) 131 Kw (180 cv) a 12.700 giri              | Potenza: (alla ruota) 131 Kw (180 cv) a 12.700 giri | Coppia: 10,5 kgm a 12.000 rpm | Coppia: 10,5 kgm a 12.000 rpm | Rapporto di compressione: | Rapporto di compressione: |
| Frizione: multidisco a secco                                     | Frizione: multidisco a secco | Frizione: multidisco a secco | Cambio: sequenziale estraibile a 7 marce (sempre in presa); Rapporto di riduzione dal motore alla ruota; 1°=10,739; 2°=8,478; 3°=7,013; 4°=6,061; 5°=5,429; 6°=4,946 | Cambio: sequenziale estraibile a 7 marce (sempre in presa); Rapporto di riduzione dal motore alla ruota; 1°=10,739; 2°=8,478; 3°=7,013; 4°=6,061; 5°=5,429; 6°=4,946 | Cambio: sequenziale estraibile a 7 marce (sempre in presa); Rapporto di riduzione dal motore alla ruota; 1°=10,739; 2°=8,478; 3°=7,013; 4°=6,061; 5°=5,429; 6°=4,946 |
| Accensione                                                       | Magneti Marelli CDI | Magneti Marelli CDI | Magneti Marelli CDI | Magneti Marelli CDI | Magneti Marelli CDI |
| Trasmissione                                                     | a catena | a catena | a catena | a catena | a catena |
| Avviamento                                                       | a spinta | a spinta | a spinta | a spinta | a spinta |
| Ciclistica                                                       | | | | | |
| Telaio                                                           | doppio trave diagonale in lega leggera | doppio trave diagonale in lega leggera | doppio trave diagonale in lega leggera | doppio trave diagonale in lega leggera | doppio trave diagonale in lega leggera |
| Sospensioni                                                      | Anteriore: forcella Ohlins a steli rovesciati da 46mm completamente regolabile "Öhlins" / Posteriore: ammortizzatore completamente regolabile "Öhlins"            | Anteriore: forcella Ohlins a steli rovesciati da 46mm completamente regolabile "Öhlins" / Posteriore: ammortizzatore completamente regolabile "Öhlins"            | Anteriore: forcella Ohlins a steli rovesciati da 46mm completamente regolabile "Öhlins" / Posteriore: ammortizzatore completamente regolabile "Öhlins"               | Anteriore: forcella Ohlins a steli rovesciati da 46mm completamente regolabile "Öhlins" / Posteriore: ammortizzatore completamente regolabile "Öhlins"               | Anteriore: forcella Ohlins a steli rovesciati da 46mm completamente regolabile "Öhlins" / Posteriore: ammortizzatore completamente regolabile "Öhlins"               |
| Freni                                                            | Anteriore: doppio disco in carbonio da 320 mm o da 290 mm con pinza Brembo da 4 pistoncini / Posteriore: disco singolo da 194 mm con pinza Brembo da 2 pistoncini | Anteriore: doppio disco in carbonio da 320 mm o da 290 mm con pinza Brembo da 4 pistoncini / Posteriore: disco singolo da 194 mm con pinza Brembo da 2 pistoncini | Anteriore: doppio disco in carbonio da 320 mm o da 290 mm con pinza Brembo da 4 pistoncini / Posteriore: disco singolo da 194 mm con pinza Brembo da 2 pistoncini    | Anteriore: doppio disco in carbonio da 320 mm o da 290 mm con pinza Brembo da 4 pistoncini / Posteriore: disco singolo da 194 mm con pinza Brembo da 2 pistoncini    | Anteriore: doppio disco in carbonio da 320 mm o da 290 mm con pinza Brembo da 4 pistoncini / Posteriore: disco singolo da 194 mm con pinza Brembo da 2 pistoncini    |
| Pneumatici                                                       | anteriore da 120/60 17; posteriore da 180/50 17 Michelin su cerchi Marchesini                                                                                     | anteriore da 120/60 17; posteriore da 180/50 17 Michelin su cerchi Marchesini                                                                                     | anteriore da 120/60 17; posteriore da 180/50 17 Michelin su cerchi Marchesini                                                                                        | anteriore da 120/60 17; posteriore da 180/50 17 Michelin su cerchi Marchesini                                                                                        | anteriore da 120/60 17; posteriore da 180/50 17 Michelin su cerchi Marchesini                                                                                        |
| Prestazioni dichiarate                                           | | | | | |
| Velocità massima                                                 | 310 km/h | 310 km/h | 310 km/h | 310 km/h | 310 km/h |
| Accelerazione                                                    | 0-100m= velocità d'uscita a 165,366 km/h in 4"12 sec; 0-400m= velocità d'uscita a 256,391 km/h in 9"10; 0-1000m= velocità d'uscita a 291,492 km/h in 16"93 s      | 0-100m= velocità d'uscita a 165,366 km/h in 4"12 sec; 0-400m= velocità d'uscita a 256,391 km/h in 9"10; 0-1000m= velocità d'uscita a 291,492 km/h in 16"93 s      | 0-100m= velocità d'uscita a 165,366 km/h in 4"12 sec; 0-400m= velocità d'uscita a 256,391 km/h in 9"10; 0-1000m= velocità d'uscita a 291,492 km/h in 16"93 s         | 0-100m= velocità d'uscita a 165,366 km/h in 4"12 sec; 0-400m= velocità d'uscita a 256,391 km/h in 9"10; 0-1000m= velocità d'uscita a 291,492 km/h in 16"93 s         | 0-100m= velocità d'uscita a 165,366 km/h in 4"12 sec; 0-400m= velocità d'uscita a 256,391 km/h in 9"10; 0-1000m= velocità d'uscita a 291,492 km/h in 16"93 s         |
| Fonte dei dati: http://www.rapidbikes.com.au/modified_cagiva.php | | | | | |